# Хрватски фудбалски клубови у европским такмичењима
Ова табела садржи фудбалске клубове из Хрватске који су учествовали у европским такмичењима под окриљем УЕФА по сезонама од распада бивше државе Југославије.

 Кликом на име клуба добиће се веза ка такмичењу у наведеној сезони на википедији на српском језику. 
| Сезона   | Лига шампиона      | Куп победника купова | УЕФА куп                     | Интертото куп       |
| -------- | ------------------ | -------------------- | ---------------------------- | ------------------- |
| 1993/94. | Кроација Загреб    | Хајдук Сплит         |                              |                     |
| 1994/95. | Хајдук Сплит       | Кроација Загреб      |                              |                     |
| 1995/96. | Хајдук Сплит       |                      | Осијек                       | Загреб              |
| 1996/97. |                    | Вартекс Вараждин     | Кроација Загреб Хајдук Сплит | Сегеста Сисак       |
| 1997/98. | Кроација Загреб -> | Загреб               | Хајдук Сплит Кроација Загреб | Хрватски драговољац |
| 1998/99. | Кроација Загреб    | Вартекс Вараждин     | Хајдук Сплит Осијек          | Хрватски драговољац |

| Сезона   | Лига шампиона                 | УЕФА куп                       | УЕФА куп                      | Интертото куп                              |
| -------- | ----------------------------- | ------------------------------ | ----------------------------- | ------------------------------------------ |
| 1999/00. | Кроација Загреб Ријека        | Хајдук Сплит                   | Осијек                        | Хрватски драговољац Вартекс Вараждин       |
| 2000/01. | Хајдук Сплит Динамо Загреб -> | Ријека Динамо Загреб           | Осијек                        | Цибалија Винковци Славен Белупо Копривница |
| 2001/02. | Хајдук Сплит ->               | Динамо Загреб Хајдук Сплит     | Осијек Вартекс Вараждин       | Загреб Славен Белупо Копривница            |
| 2002/03. | Загреб                        | Динамо Загреб Хајдук Сплит     | Вартекс Вараждин              | Ријека Славен Белупо Копривница            |
| 2003/04. | Динамо Загреб ->              | Хајдук Сплит Динамо Загреб     | Вартекс Вараждин Камен Инград | Цибалија Винковци Загреб                   |
| 2004/05. | Хајдук Сплит                  | Динамо Загреб                  | Ријека                        | Камен Инград Славен Белупо Копривница      |
| 2005/06. | Хајдук Сплит                  | Интер Запрешић                 | Ријека                        | Вартекс Вараждин Славен Белупо Копривница  |
| 2006/07. | Динамо Загреб ->              | Вартекс Вараждин Динамо Загреб | Ријека                        | Осијек                                     |
| 2007/08. | Динамо Загреб ->              | Хајдук Сплит Динамо Загреб     | Славен Белупо Копривница      | Загреб                                     |
| 2008/09. | Динамо Загреб ->              | Динамо Загреб Хајдук Сплит     | Славен Белупо Копривница      | Ријека                                     |

| Сезона   | Лига шампиона    | Лига Европе                | Лига Европе              | Лига Европе |
| -------- | ---------------- | -------------------------- | ------------------------ | ----------- |
| 2009/10. | Динамо Загреб -> | Динамо Загреб Хајдук Сплит | Славен Белупо Копривница | Ријека      |
| 2010/11. | Динамо Загреб -> | Динамо Загреб Хајдук Сплит | Цибалија Винковци        | Шибеник     |
| 2011/12. | Динамо Загреб    | Хајдук Сплит               | Вартекс Вараждин         | Сплит       |
| 2012/13. | Динамо Загреб    | Хајдук Сплит               | Славен Белупо Копривница | Осијек      |